# Vlastimil Fišar
Vlastimil Fišar (13. listopadu 1926, Predmier, Československo – 11. června 1991, Praha) byl československý herec, recitátor a čestný předseda Mezinárodní federace herců FIA.

## Život
Vlastimil Fišar se narodil 13. listopadu 1926 československému páru (otec Čech, matka Slovenka) a možná právě díky tomu ovládal dokonale oba jazyky. Znalost slovenštiny i češtiny zúročil ve svém uměleckém působení. Vystudoval gymnázium v Jičíně, kde se také poprvé dostal na divadelní prkna v rámci amatérského divadla. Mezi lety 1945 až 1948 studoval na Státní konzervatoři v Praze, kde mu profesory byli například Zdeněk Štěpánek či Karel Höger.
Vlastimil Fišar zemřel 11.6. 1991 v Praze, ve věku 64 let. Je pohřben na pražském Vyšehradském hřbitově. Plastiku na jeho hrob věnoval jeho obdivovatel Olbram Zoubek.
Při prvním udílení Cen Thálie v roce 1993 byl na jeviště ND pozván tehdejší předseda Mezinárodní federace herců FIA a neskrýval dojetí, když mluvil o člověku, kterému by chtěl upřímně stisknout ruku. Vlastimil Fišar byl tak opět mezi svými kolegy v tajemném a kouzelném, inspirativním prostředí divadla, které tak miloval.

## Kariéra
- 1948 – 1949 Vlastimil Fišar působil v Realistickém divadle v Praze
- 1950 – 1951 Vlastimil Fišar byl režisérem Armádního uměleckého souboru Víta Nejedlého
- 1951 – Vlastimil Fišar byl ředitelem Divadla Jiřího Wolkera v Praze
- 1951 – 1953 Vlastimil Fišar byl uměleckým ředitelem Armádního divadla v Martině na Slovensku
- 1953 – 1991 Vlastimil Fišar byl hercem Vinohradského divadla v Praze
- 1959 – 1964 Vlastimil Fišar byl prvním předsedou komise uměleckého přednesu Svazu čsl.divadelních umělců
- 1961 – 1991 Vlastimil Fišar byl učitelem na Akademii múzických umění, jevištní řeč
- 1963 – 1991 Vlastimil Fišar byl místopředsedou Ústředního výboru odborového Svazu zaměstnanců ve školství a kultuře
- 1964 – 1991 Vlastimil Fišar členem prezídia Mezinárodní federace herců FIA
- 1967 – 1968 Vlastimil Fišar byl prezidentem FIA, jako první herec v historii naší země
- 1970 – Vlastimil Fišar byl čestný prezident FIA, Mezinárodní federace herců
- 1987 – 1991 Vlastimil Fišar byl předsedou Společnosti bratří Čapků

## Postoj k okupaci 1968
Vzhledem k tomu, že v roce 1968 tento československý herec a recitátor zaujal k sovětské okupaci dost odvážný postoj, došlo k vyškrtnutí Fišara z hereckých odborů. Mezinárodní herecká asociace na tuto situaci zareagovala opačným způsobem, a sice uvedla Vlastimila Fišara v roce 1970 do funkce čestného prezidenta. Diváci Vlastimila Fišara tedy od té doby vídali po celé republice jako legendárního recitátora poezie, antických textů a myšlenek Karla Čapka. Kromě recitování poezie autorů Mikuláška či Hory vynikl také v uměleckém přednesu prózy např. spisovatele Hemingwaye. Vlastimil Fišar byl jedním ze zakladatelů Lyry Pragensis, kde řadu let účinkoval, stejně tak jako v Divadle Viola. Uplatnění našel i v rozhlase. Jeho herecká osobnost zaštiťovala též Šrámkovu Sobotku, Wolkrův Prostějov nebo Neumannovy Poděbrady.

## Herecké obsazení
- Revoluční rok 1848 (1948)
- Pětistovka (1949)
- F. L. Věk (1971) – role císaře Leopolda II.
- Dům Na Poříčí (1976)
- V podstatě jsme normální (1981)
- Schůzka se stíny (1982)
- Fešák Hubert (1984)
- Johann Sebastian Bach (1985) – hrabě Flemming
- Smrt Barona Gandary (1991)